# Clugnat
Clugnat is een gemeente in het Franse departement Creuse (regio Nouvelle-Aquitaine) en telt 654 inwoners (2005). De plaats maakt deel uit van het arrondissement Guéret.
Net als elders in Creuse trokken tot voorbij de 19e eeuw veel mannelijke inwoners van Clugnat maandenlang naar andere delen van Frankrijk om te werken in de bouw. Deze "maçons de la Creuse" keerden enkel in de wintermaanden naar huis terug. Halfweg de 19e eeuw betrof dit 36% van alle inwoners van de gemeente.

## Geografie
De oppervlakte van Clugnat bedraagt 41,8 km², de bevolkingsdichtheid is 15,6 inwoners per km².

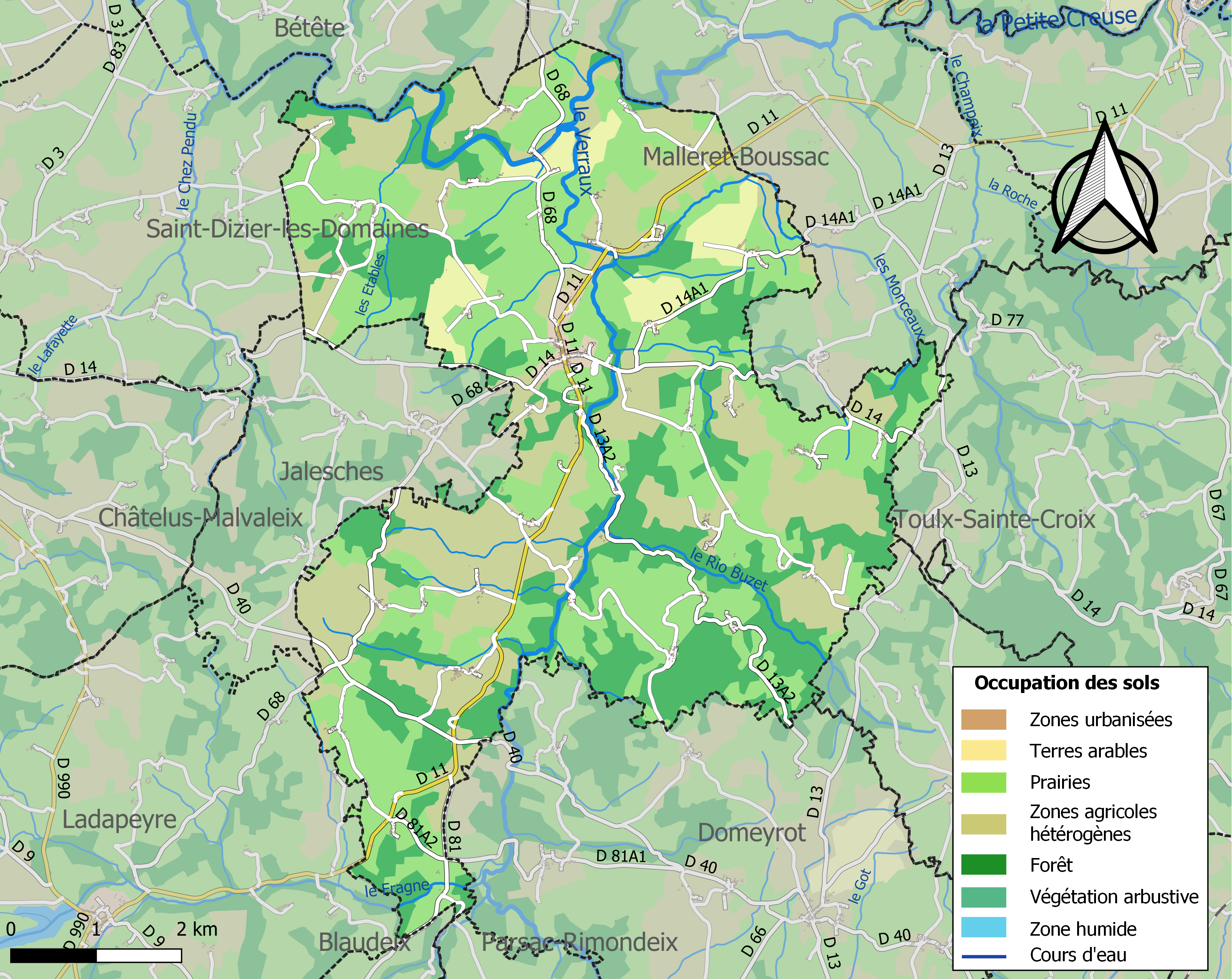
Kaart van de gemeente met de belangrijkste infrastructuur, bodemgebruik en omliggende gemeenten

## Demografie
Onderstaande figuur toont het verloop van het inwonertal (bron: INSEE-tellingen).